# 廣田恭一
廣田 恭一（ひろた　きょういち、1957年6月 – ）は、日本の官僚。

## 人物
神奈川県出身。神奈川県立湘南高等学校を経て、早稲田大学政治経済学部卒業。

## 略歴
- 1981年　防衛庁入庁　防衛局運用1課
- 経理局会計課予算・決算班部員
- 1992年4月   経理局施設課部員
- 1993年9月   人事局人事第三課部員
- 防衛施設庁総務部総務課企画官
- 1997年　資源エネルギー庁石油部備蓄課長
- 1999年　調達実施本部契約第一課長
- 2000年　人事教育局人事第二課長
- 2002年　管理局開発計画課長
- 2003年　防衛施設庁総務部人事課長
- 2006年　防衛施設庁総務部総括施設調査官
- 2007年　経済産業省大臣官房審議官（基準認証担当）
- 2009年　地方協力局次長
- 2011年　装備施設本部副本部長（航空機担当）
- 2013年　装備施設本部副本部長（総務担当）
- 2014年　財務省門司税関長
- 2016年　退官